# Oreocarya flava
Oreocarya flava är en strävbladig växtart som beskrevs av Aven Nelson. Oreocarya flava ingår i släktet Oreocarya och familjen strävbladiga växter. Inga underarter finns listade i Catalogue of Life.